# Kemény Éva
Kemény Éva (So-Ky) (Budapest, 1929. május 31. – 2011. október 9.) magyar grafikus. Férje Sós László grafikus.

## Élete
Kemény (Kohn) Oszkár (1891–1957) kereskedő és Tandlich Klára (1905–1989) gyermekeként született.
1945–1949 között a Magyar Iparművészeti Főiskola hallgatója volt Molnár Béla és Miháltz Pál osztályában.

### Munkássága
Férjével árukiállítások installációját, azok grafikai munkáit készítették, az emblémától a plakátig a vizuális kommunikáció csaknem minden területén dolgoztak. 94 egyéni kiállításuk volt többek között a Műcsarnokban, a Nemzeti Galériában, a Budapesti Történeti Múzeumban, a Vigadó Galériában.

## Kiállításai
- 1966, 1972-1973, 1975-1977, 1982-1983, 1985, 1987-1988, 1993-1994, 1997 Budapest
- 1967, 1979 Sátoraljaújhely
- 1973 Pécs, Tatabánya
- 1974, 1981 Moszkva
- 1975 Leningrád, Tallinn
- 1976, 1984 Vác
- 1978 Salgótarján, Pécs, Nagymaros
- 1980 Fonyód
- 1981 Szentendre
- 1982 Berlin, Tatabánya, Szombathely
- 1983 Berlin, Lipcse, Dessau, Sopron
- 1985 Prága
- 1987 Kiskunhalas
- 1999 Berlin

## Művei
- Remember 1944 (posztersorozat)
- 2000?! (környezetvédelmi kiállítás)
- Allergia (posztersorozat, 2003)
- Remember Holocaust (album, Sós Lászlóval és Mezei Andrással, 2004)

## Díjai, elismerései
- UNESCO-díj (1970, Varsó)
- a brnói alkotók grafikai biennálé bronzérme (1970)
- az európai polgári plakáttriennálé fődíja (1982)
- Ville-de Mons-díj (1982)
- Budapestért díj (1995)
- A Magyar Köztársasági Érdemrend tisztikeresztje (2010)